# ۱۷ رمضان
۱۷ رمضان، هفدهمین روز از ماه رمضان در تقویم هجری قمری است.
در تقویم هجری قمری قراردادی این روز دویست و پنجاه و سومین روز سال است.

## رویدادها
- ۲ - غزوهٔ بدر، نخستین نبرد بزرگ دوران محمد میان مسلمانان و اهل مکه در ۱۷ رمضان سال دوم پس از هجرت در بدر (شهر) روی داد.

- سال دهم بعثت - طبق بعضی روایات شیعه شب ۱۷ رمضان رویداد معراج محمد پیامبر اسلام است.

## زادگان
- ۱۳۰۱ - حسن حُسنی عبدالوهاب، تاریخ‌نگار، سیاستمدار و ادیب تونسی.

## درگذشتگان
- ۵۸ -  عایشه، دختر ابوبکر و سومین همسر محمد پیامبر اسلام